# Santa Inês (Bahia)
Santa Inês is een gemeente in de Braziliaanse deelstaat Bahia. De gemeente telt 10.803 inwoners (schatting 2009).